# Brasiliosoma
Brasiliosoma is een kevergeslacht uit de familie van de boktorren (Cerambycidae). De wetenschappelijke naam van het geslacht werd voor het eerst geldig gepubliceerd in 1960 door Breuning.

## Soorten
Brasiliosoma omvat de volgende soorten:
- Brasiliosoma apicale Monné, 1980
- Brasiliosoma tibiale (Breuning, 1948)